# Ziying
Ziying (chinesisch 子嬰 / 子婴, Pinyin Zǐyīng) oder Sān Shì Huángdì (chinesisch 三世皇帝), (persönlicher Name Yíng Zǐyīng (chinesisch 嬴子嬰 / 嬴子婴); † Ende Januar 206 v. Chr.) war der letzte Herrscher der Qin-Dynastie in China und König von Qin. Er herrschte von Mitte Oktober bis Anfang Dezember 207 v. Chr.
Ziying war der Sohn des Fusu, des ältesten Sohns von Qin Shihuangdi, der der erste Herrscher der Qin gewesen war. Als König von Qin tötete Ziying Zhao Gao, einen mächtigen Eunuchen. Schon bald musste er sein Reich aber an Liu Bang abtreten, einen mächtigen Rebellen, der ihn dem Xiang Yu auslieferte. Nach nur 46 Tagen als Herrscher wurde Ziying von Xiang Yu getötet.
Das Shiji spricht von mindestens zwei Söhnen Ziyings.
| Vorgänger  | Amt                              | Nachfolger |
| ---------- | -------------------------------- | ---------- |
| Qin Er Shi | Kaiser von China 207–206 v. Chr. | Han Gaozu  |

| Personendaten    | Personendaten                        |
| ---------------- | ------------------------------------ |
| NAME             | Ziying                               |
| ALTERNATIVNAMEN  | Zǐyīng; Yíng Zǐyīng; Sān Shì Huángdì |
| KURZBESCHREIBUNG | letzter Herrscher der Qin-Dynastie   |
| GEBURTSDATUM     | 3. Jahrhundert v. Chr.               |
| STERBEDATUM      | 206 v. Chr.                          |